# Czesław Maria Puzyna

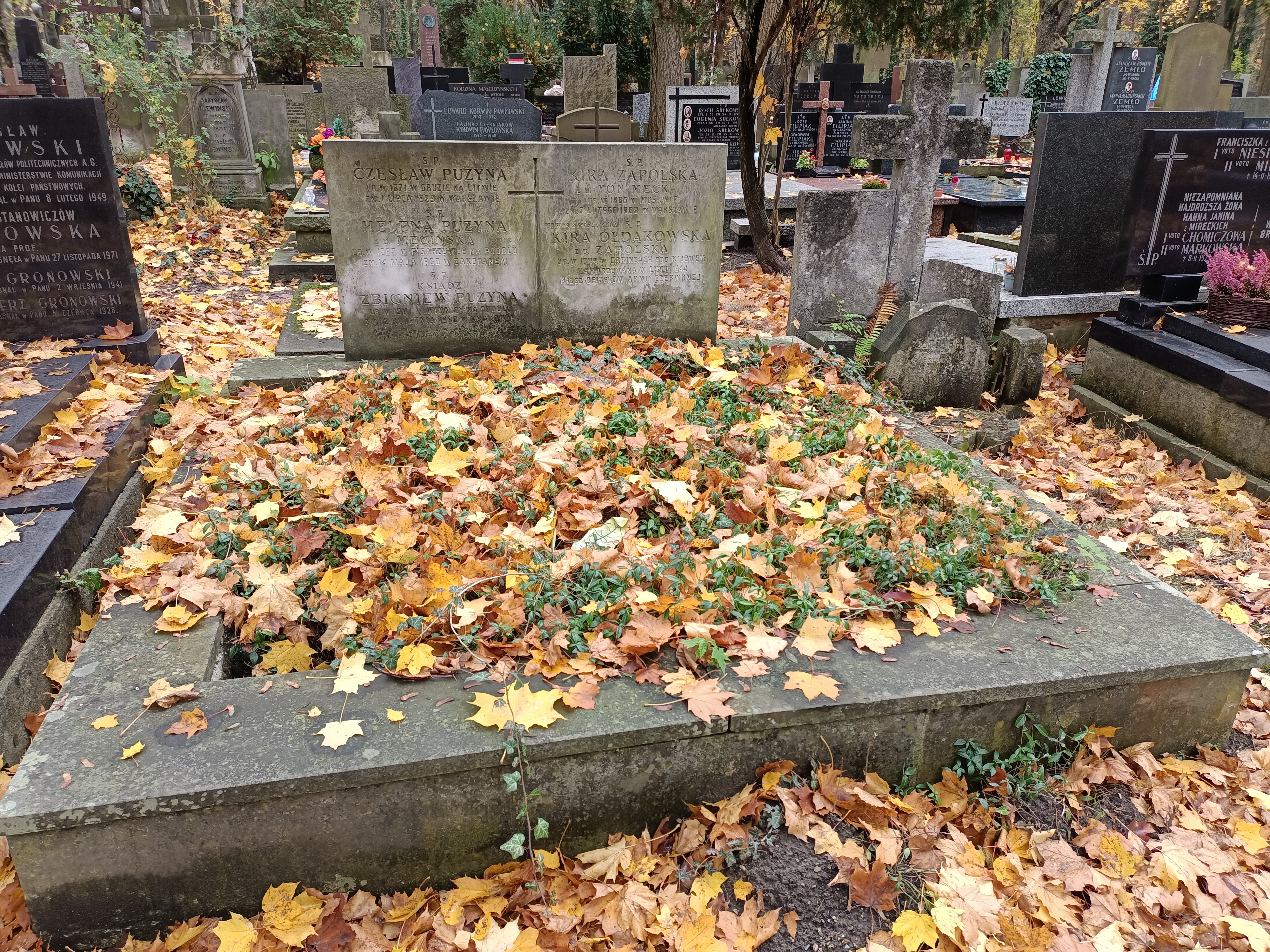
Grób Czesława Marii Puzyny na cmentarzu Powązkowskim

Czesław Maria Puzyna (ur. 8 grudnia 1920 w Warszawie, zm. 11 grudnia 2003 tamże) – polski inżynier akustyk, docent doktor (stopień naukowy)

## Życiorys
Absolwent Gimnazjum i Liceum oo. Marianów na Bielanach. Żołnierz Armii Krajowej, więzień obozu koncentracyjnego Auschwitz-Birkenau. Świecki dominikanin. Działał na rzecz osób niewidomych [niewiarygodne źródło?]. Został pochowany na cmentarzu Powązkowskim w Warszawie obok rodziców i brata, jego symboliczny grób znajduje się również na cmentarzu leśnym w Laskach.

## Życie prywatne
Syn Czesława Józefa Piotra Puzyny (1871–1929) i Heleny Marii Męcińskiej (1888–1960). Jego starszym bratem był ks. prałat Zbigniew Hugon Puzyna (1907–1988), proboszcz parafii w Kościelisku i duszpasterz chorych w parafii św. Szczepana w Krakowie. 18 kwietnia 1949 zawarł związek małżeński Jadwigą Zapolską.

## Wybrane publikacje
- Zwalczanie hałasu w przemyśle. Zasady ogólne. WNT Warszawa 1970 (wyd. 2: Warszawa 1974)
- Zwalczanie hałasu w przemyśle. Zagadnienia wybrane. WNT Warszawa 1974
- Ochrona środowiska przed hałasem. WNT Warszawa 1982
- Wpływ własności akustycznych środowiska na orientację przestrzenną. PWN, Warszawa 1983
- Podstawowe wiadomości o dźwiękach i ich oddziaływaniu na człowieka. Instytut Wydawniczy Związków Zawodowych Warszawa 1985